# Pihlajasaari (ö i Lappland, Norra Lappland)
Pihlajasaari är en ö i Finland. Den ligger i sjön Pikkujoenjärvi och i kommunen Enare i den ekonomiska regionen Norra Lappland och landskapet Lappland, i den norra delen av landet, 1 000 km norr om huvudstaden Helsingfors. Öns area är 6,2 hektar och dess största längd är 0,5 kilometer i sydväst-nordöstlig riktning.